# Хламово (Калузька область)
Хламово (рос. Хламово) — село в Мещовському районі Калузької області Російської Федерації.
Населення становить 2 особи. Входить до складу муніципального утворення Село Гаврики.

## Історія
Від 2004 року входить до складу муніципального утворення Село Гаврики.

## Населення
| 2002 | 2010 |
| ---- | ---- |
| 3    | ↘2   |